# Lully Foothills
Die Lully Foothills sind eine große Gruppe aus bis zu 900 m hohen Berggipfeln und Nunatakkern im westlichen Zentrum der Alexander-I.-Insel vor der Westküste der Antarktischen Halbinsel. Sie erstrecken sich zwischen dem Vivaldi-Gletscher und der LeMay Range in nordost-südwestlicher Richtung über eine Länge von 24 km.
Erste Luftaufnahmen entstanden bei der US-amerikanischen Ronne Antarctic Research Expedition (1947–1948). Der britische Geograph Derek Searle vom Falkland Islands Dependencies Survey kartierte sie 1960 anhand von Luftaufnahmen der US-amerikanischen Ronne Antarctic Research Expedition (1947–1948). Das UK Antarctic Place-Names Committee benannte sie 1961 nach dem französischen Komponisten Jean-Baptiste Lully (1632–1687).